# Stresafronten
Stresafronten var en allians som undertecknades den 14 april 1935 av Frankrike, Storbritannien och Italien för att stoppa Nazitysklands ambitioner i Europa. Denna allians blev inaktuell när Hoare-Lavalpakten började diskuteras i slutet av 1935.